# Грађани села Луга
Грађани села Луга је југословенска телевизијска серија снимљена 1972. године у продукцији Телевизије Београд.

## Епизоде
| Сезона | Епизода | Назив            | Датум            |
| ------ | ------- | ---------------- | ---------------- |
| 1      | 1       | Победа           | 5. марта 1972.   |
| 1      | 2       | Ковачи           | 12. марта 1972.  |
| 1      | 3       | Радници и сељаци | 19. марта 1972.  |
| 1      | 4       | Пословођа        | 26. марта 1972.  |
| 1      | 5       | Море             | 2. априла 1972.  |
| 1      | 6       | Коњи             | 9. априла 1972.  |
| 1      | 7       | Врабац           | 16. априла 1972. |
| 1      | 8       | Баба Стевана     | 23. априла 1972. |
| 1      | 9       | Свадба           | 30. априла 1972. |

## Улоге
| Глумац                   | Улога                          |
| ------------------------ | ------------------------------ |
| Велимир Бата Живојиновић | Булиџа (9 еп. 1972)            |
| Јован Јанићијевић Бурдуш | Микула Деспотовић (9 еп. 1972) |
| Љубиша Самарџић          | Видоје (9 еп. 1972)            |
| Драган Зарић             | Седлар (9 еп. 1972)            |
| Ивица Видовић            | Војин (9 еп. 1972)             |
| Зорица Шумадинац         | Ружа (9 еп. 1972)              |
| Боро Стјепановић         | Богомољац (9 еп. 1972)         |
| Ратко Сарић              | Алекса (8 еп. 1972)            |
| Младен Млађа Веселиновић | Маринко (7 еп. 1972)           |
| Велимир Животић          | Божа Смедеревац (6 еп. 1972)   |
| Живка Матић              | Роса (6 еп. 1972)              |
| Ђорђе Јовановић          | (6 еп. 1972)                   |
| Ђорђе Пура               | Трговац Стева (5 еп. 1972)     |
| Драган Лукић Омољац      | (4 еп. 1972)                   |
| Милутин Бутковић         | Влајко (3 еп. 1972)            |
| Горан Султановић         | Жика (3 еп. 1972)              |
| Љубомир Ћипранић         | (3 еп. 1972)                   |
| Владан Живковић          | Ранко (3 еп. 1972)             |
| Марија Жугић             | (3 еп. 1972)                   |

 Остале улоге  ▼
| Глумац                    | Улога                                   |
| ------------------------- | --------------------------------------- |
| Силвана Арменулић         | Хана (2 еп. 1972)                       |
| Радмила Ђурђевић          | (2 еп. 1972)                            |
| Предраг Мики Манојловић   | Милан (2 еп. 1972)                      |
| Божидар Пајкић            | Сибин (2 еп. 1972)                      |
| Божидар Савићевић         | Богосав (2 еп. 1972)                    |
| Гизела Вуковић            | (2 еп. 1972)                            |
| Бранимир Замоло           | Селимир (2 еп. 1972)                    |
| Љубомир Убавкић           | Глумац Чедомир Калоперовић (1 еп. 1972) |
| Миливоје Поповић Мавид    | Трајило, коњски кум (1 еп. 1972)        |
| Мелита Бихали             | (1 еп. 1972)                            |
| Хелена Буљан              | Ива (1 еп. 1972)                        |
| Добрила Ћирковић          | (1 еп. 1972)                            |
| Милорад Ђорговић          | (1 еп. 1972)                            |
| Рахела Ферари             | Баба Стевана (1 еп. 1972)               |
| Каја Игњатовић            | (1 еп. 1972)                            |
| Душан Јакшић              | Вашо црногорац (1 еп. 1972)             |
| Иво Робић                 | Певач (1 еп. 1972)                      |
| Нада Родић                | (1 еп. 1972)                            |
| Растко Тадић              | Радоје (1 еп. 1972)                     |
| Вера Верешчагин           | (1 еп. 1972)                            |
| Бранка Веселиновић        | Играчица Изабела (1 еп. 1972)           |
| Бранислав Цига Миленковић | (1. еп. 1972)                           |

Комплетна ТВ екипа  ▼
| Редитељ                   | Драгослав Лазић      | (9 еп. 1972)                   |
| Сценариста                | Живорад Жика Лазић   | (9 еп. 1972)                   |
| Композитор                | Стеван Маркићевић    | (9 еп. 1972)                   |
| Директор фотографије      | Милорад Јакшић Фанђо | (9 еп. 1972)                   |
| Mонтажер                  | Радмила Николић      | (9 еп. 1972)                   |
| Сценограф                 | Владислав Лалицки    | (9 еп. 1972)                   |
| Костимограф               | Владислав Лалицки    | (9 еп. 1972)                   |
| Одсек за шминку           | Савета Ковач         | шминкерка (9 еп. 1972)         |
| Менаџер продукције        | Иво Лауренчић        | вођа снимања (9 еп. 1972)      |
| Менаџер продукције        | Раде Стефановић      | вођа снимања (9 еп. 1972)      |
| Помоћник режије           | Милан Узелац         | помоћник редитеља (9 еп. 1972) |
| Одсек за звук             | Антоније Бугарски    | тон мајстор (9 еп. 1972)       |
| Одсек за звук             | Драган Гроздановић   | тон мајстор (9 еп. 1972)       |
| Одсек за звук             | Урош Грујичић        | микроман (9 еп. 1972)          |
| Одсек за звук             | Небојша Мијовић      | микроман (9 еп. 1972)          |
| Одсек за звук             | Никола Стокановић    | микроман (9 еп. 1972)          |
| Одсек за камеру и расвету | Властимир Банковић   | пратилац камере (9 еп. 1972)   |
| Одсек за камеру и расвету | Велимир Инован       | сниматељ (9 еп. 1972)          |
| Одсек за камеру и расвету | Бранимир Клипа       | пратилац камере (9 еп. 1972)   |
| Одсек за камеру и расвету | Милоје Лазић         | пратилац камере (9 еп. 1972)   |
| Одсек за камеру и расвету | Јован Нечић          | вођа расвете (9 еп. 1972)      |
| Одсек за камеру и расвету | Светозар Стошић      | пратилац камере (9 еп. 1972)   |
| Одсек за камеру и расвету | Веселин Зрнић        | сниматељ (9 еп. 1972)          |
| Одсек за монтажу          | Драган Самац         | висион миxер (9 еп. 1972)      |
| Остала екипа              | Вера Амар            | секретар режије (9 еп. 1972)   |